# كهف آنا

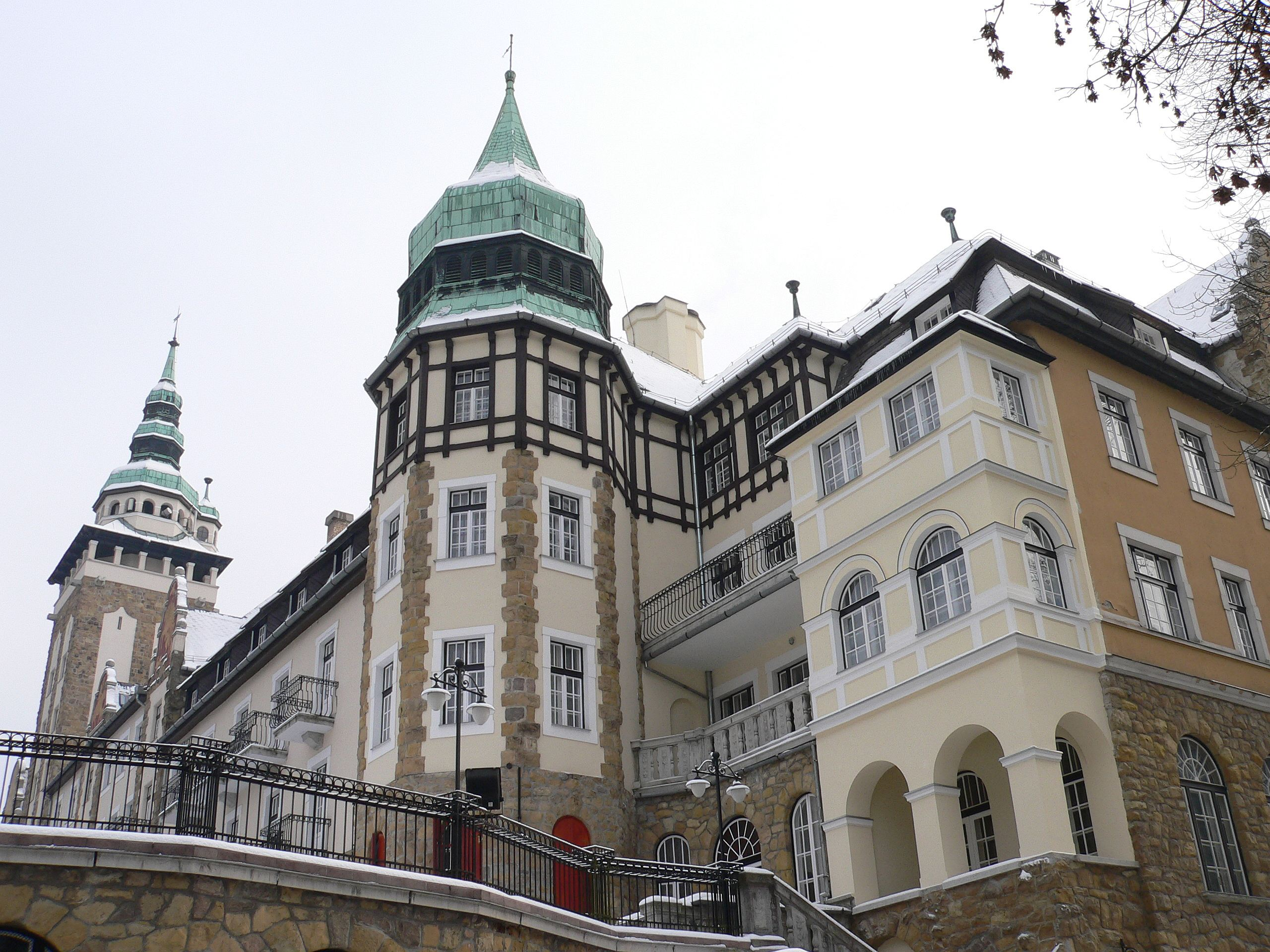
فندق بالاس

كهف آنا (ويُسمى أيضًا بـ كهف بيتوفي) هو كهف طبيعي من الحجر الجيري في ميشكولتس ليلافورد، المجر، بالقرب من الشلال.

## وصلات خارجية
- حول الكهف FSZ.bme.hu، باللغة المجرية.

1. ↑  مُعرّف عقدة في خريطة الشارع المفتوحة (OSM): 1940001563.